# COBE
Cosmic Background Explorer (COBE), також відомий як  Explorer 66 —  супутник, космічна обсерваторія, присвячена космологічним дослідженням. Основним завданням обсерваторії було вивчення  реліктового фону Всесвіту (іноді званого також мікрохвильовим фоном). Запущено на орбіту 18 листопада 1989 року.
Спостереження обсерваторії дозволили виміряти характеристики реліктового фону Всесвіту з безпрецедентною точністю. Результати спостережень обсерваторії зробили величезний вплив на формування сучасної картини світу і визнання теорії Великого вибуху як основної гіпотези формування Всесвіту.
Одним з основних результатів роботи обсерваторії стало вимірювання малих варіацій яскравості реліктового фону небосхилу. Два наукових керівники програми COBE  Джордж Смут і Джон Мазер 2006 року були удостоєні  Нобелівської премії з фізики за їх відкриття в галузі  космології. Згідно з поданням Нобелівського комітету — «результати обсерваторії COBE є відправною точкою космології як точної науки».

## Історія
Серед 121 проєкту, поданого на конкурс малих і середніх космічних обсерваторій, оголошений НАСА 1974 року, 3 проєкти пропонували дослідження мікрохвильового фону. Попри те, що у вищезгаданому конкурсі ці проєкти програли обсерваторії IRAS, НАСА не відмовилася від досліджень у мікрохвильовому діапазоні. 1976 року з учасників трьох проєктів конкурсу 1974 року була сформована комісія, завданням якої стало об'єднати три проєкти в один. Через рік комісія запропонувала концепцію супутника на полярній орбіті, який можна було б запустити або за допомогою ракети-носія  Дельта, або шаттла. Наукова апаратура супутника мала складатися з таких інструментів: Differential Microwave Radiometer / DMR — високочутливий радіометр для вимірювання  анізотропії яскравості реліктового випромінювання на небі (науковий керівник Дж. Смут), Far-InfraRed Absolute Spectrophotometer / FIRAS — спектрофотометр мікрохвильового й далекого  інфрачервоного діапазону для вимірювання абсолютного спектру реліктового фону (науковий керівник Дж. Метер), Diffuse InfraRed Background Experiment / DIRBE — багатоканальний фотометр інфрачервоного діапазону (науковий керівник — М. Хаузер).

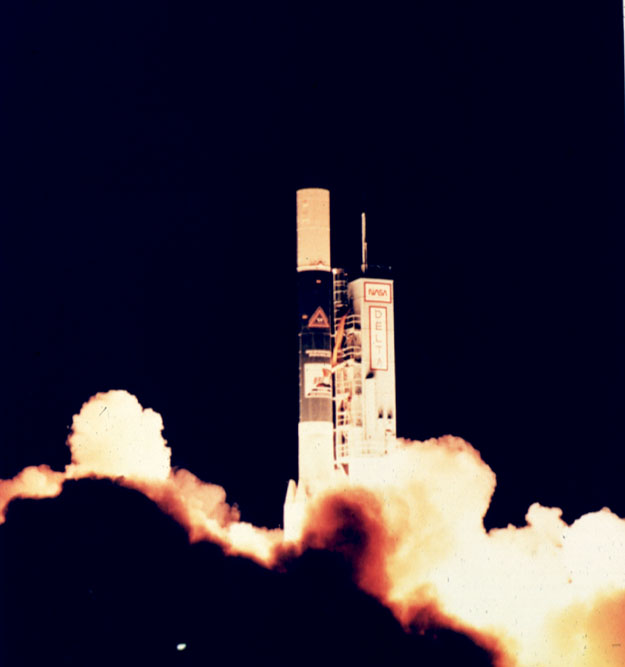
Запуск супутника COBE 18 листопада 1989

З огляду на те, що планована вартість проєкту становила менше 30 мільйонів доларів (без урахування ракети-носія і подальшого аналізу даних), НАСА підтримала проєкт.
Через непередбачені перевитрати програми Explorer (в основному через роботи по супутнику IRAS), центр космічних польотів імені Годдарда затримав роботи зі створення COBE до 1981 року. Для економії коштів детектори інфрачервоного діапазону і  дьюар для рідкого  гелію, необхідні для роботи COBE, були точними копіями тих, які використовувалися для обсерваторії IRAS.
Запланована орбіта супутника зазнала змін — замість  полярної орбіти було вирішено вивести обсерваторію на  геліо-синхронну орбіту за допомогою ракети-носія Дельта.

## Супутник
Платформа обсерваторії COBE являла собою супутник серії Explorer істотно уніфікований із супутником обсерваторії IRAS.
Зважаючи на дуже жорсткі вимоги щодо зменшення можливих систематичних похибок у вимірах, особлива увага приділялася боротьбі з паразитними сигналами від Землі, Місяця, Сонця, стабільності робочих температур інструментів, їх амплітудних характеристик.
Для зменшення систематичних похибок вимірювань (наприклад, для врахування  зодіакального світла) і для можливого моделювання впливу паразитних сигналів, супутнику було надано обертання з частотою 0,8 обертів на хвилину.
Вісь обертання супутника була відхилена назад щодо вектора його швидкості для того, щоб зменшити можливе осідання залишків атмосферного газу і швидких частинок на оптику інструментів.

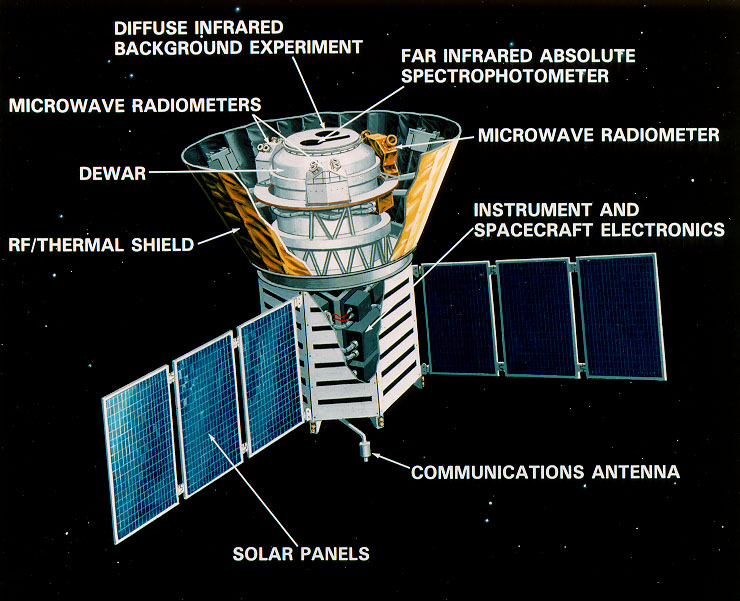

Для того, щоб поєднати вимоги щодо повільного обертання і можливості тривісного контролю орієнтації супутника була застосована складна система парних гіродінів з осями, розташованими вздовж осі обертання супутника. Кутовий момент гіродінів підтримувався на такому рівні, щоб повний кутовий момент усього супутника дорівнював нулю.
Визначальними вимогами для орбіти супутника були: необхідність повного покриття всього неба і максимальна температурна стабільність інструментів та дьюарів з рідким гелієм. Цим вимогам повністю задовольняла сонячно-синхронна орбіта. Орбіта з висотою 900 км і нахилом 99 ° дозволяла вивести супутник як за допомогою шаттла, так і за допомогою ракети Дельта, а також була розумним компромісом між потоком заряджених частинок поблизу Землі й на великому віддаленні від неї. Параметри орбіти і обертання супутника дозволяли завжди тримати Землю і Сонце за захисним екраном, у той же час надавали можливість вкрити спостереженнями все небо.
Двома найважливішими складовими обсерваторії були дьюар з рідким гелієм і захисний екран. Дьюар містив 650 літрів надплинного рідкого гелію, який дозволяв тримати інструменти FIRAS і DIRBE охолодженими протягом усього часу роботи місії. Конструкція дьюара була повністю аналогічна конструкції, застосованій на супутнику IRAS. Конічний захисний екран закривав інструменти COBE від випромінювання Сонця, Землі, а також від радіовипромінювання передавачів самого COBE.

## Наукові результати

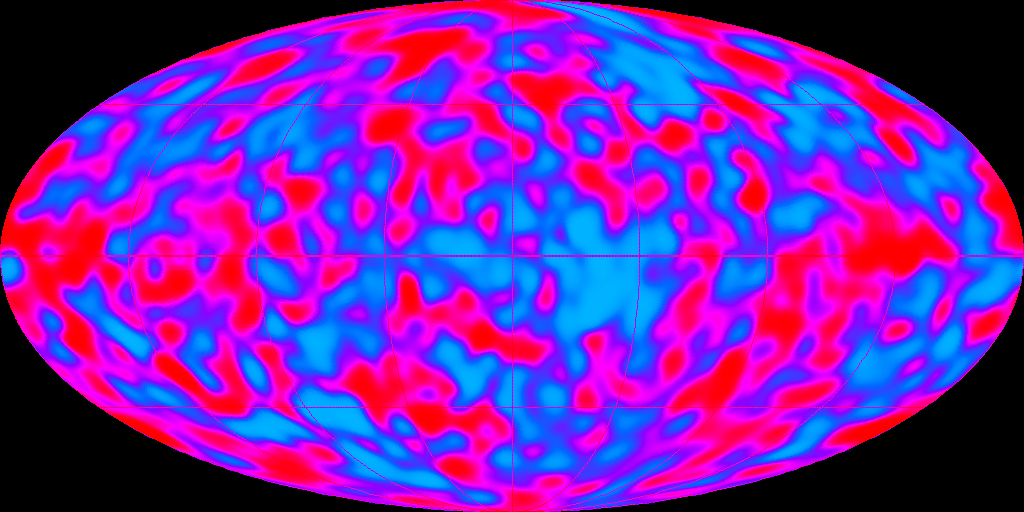
Карта анізотропії реліктового випромінювання за даними COBE

Основними науковими інструментами обсерваторії були DIRBE, FIRAS і DMR, коротко описані вище. Спектральні діапазони інструментів частково перекривалися, що дозволяло проводити додаткові перевірки результатів інструментів на узгодженість. Широкий спектральний діапазон інструментів дозволяв поділяти сигнали, що надходять від фізично різних джерел, власне реліктового випромінювання (далекого Всесвіту), Сонячної системи й Галактики.

### Спектр реліктового випромінювання

Дані спектрометра FIRAS обсерваторії COBE, що показують відмінну узгодженість виміряного спектру реліктового випромінювання з моделлю абсолютно чорного тіла, яка передбачається теорією Великого вибуху

У той час як розвивався проєкт COBE, у галузі досліджень реліктового фону відбулися важливі зміни. По-перше, вимірювання спектру реліктового випромінювання, проведені деякими групами, начебто вказували на наявність значних відхилень від моделі абсолютно чорного тіла, передбаченого теорією Великого Вибуху. По друге — дослідження, проведені за допомогою балонних експериментів
 і за допомогою супутників (радянський експеримент «Релікт-1» вказували на наявність малої анізотропії реліктової яскравості фону на масштабах кілька градусів. Спостереження балонних експериментів вкривали тільки малу частину неба, у той час як космічний експеримент «Релікт-1» дозволив вкрити значну частину неба. Однак, з огляду на те, що вимірювання реліктового фону з такими точностями дуже залежать від точності врахування впливу випромінювання нашої Галактики, а виміри «релікт-1» були проведені лише на одній частоті, повної впевненості в надійному виявленні кутової анізотропії не було. У результаті вчені з нетерпінням чекали результатів обсерваторії COBE.
Перші ж вимірювання спектру реліктового фону за допомогою апарата FIRAS (Спектрометр вимірював різницю між спектральними потоками неба і потоками внутрішнього калібрувального чорного тіла) показали відмінну узгодженість з моделлю абсолютно чорного тіла з температурою близько 2,7 К
.

### Внутрішня анізотропія реліктового фону

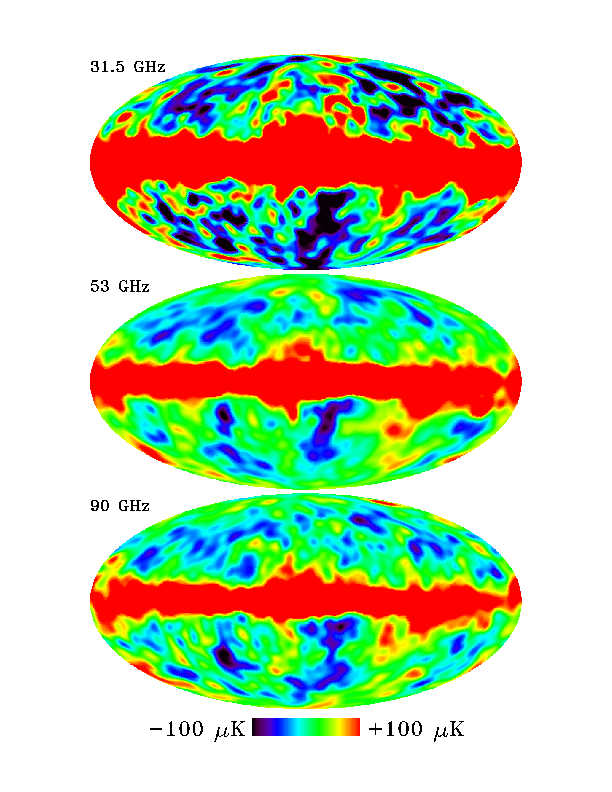
Карти неба, отримані радіометром DMR на частотах 31,5, 53 і 90 ГГц після вирахування дипольної компоненти реліктового випромінювання

Експеримент DMR, єдиний експеримент обсерваторії, працездатність якого не залежала від наявності рідкого гелію в дьюарі, полягав у чотирирічному вивченні анізотропії реліктового випромінювання в небі. Спостереження проводилися на декількох частотах, що дозволило врахувати внесок випромінювання Галактики. Ця особливість вимірювань DMR надзвичайно важлива з огляду на те, що варіації реліктового випромінювання на небі виявилися надзвичайно малими — всього 1/100 000 від середнього значення яскравості неба. В наш час[коли?] вважається, що варіації яскравості реліктового випромінювання на малих кутових масштабах відображають початкові збурення щільності первинної речовини в ранньому Всесвіті, які потім в результаті гравітаційної нестійкості розвинулися в спостережувану  великомасштабну структуру — надскупчення галактик і войди (порожнечі).

### Відкриття DIRBE

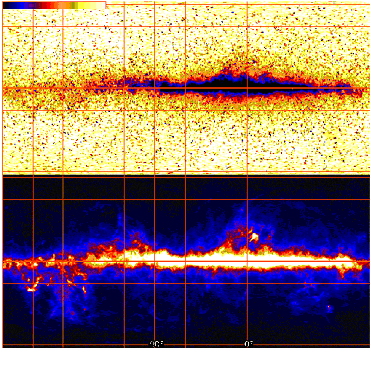
Модель розподілу пилу в Галактиці за результатами спостережень експерименту DIRBE

Попри те що основні експерименти обсерваторії COBE були спрямовані на вивчення реліктового фону Всесвіту, фотометр інфрачервоного діапазону DIRBE зробив великий внесок у вивчення нашої Галактики. Зокрема, були проведені вимірювання  зодіакального світла, результати яких досі широко застосовують в інфрачервоної астрономії. За результатами вимірювань DIRBE були побудовані моделі розподілу пилу в нашій Галактиці
, масові моделі Галактики.